# فرد تشايلدريس
فرد تشايلدريس (بالإنجليزية: Fred Childress)‏ هو لاعب كرة قدم أمريكية ولاعب كرة القدم الكندية أمريكي، ولد في 17 سبتمبر 1966 في ليتل روك في الولايات المتحدة.